# Margaretta cereoides
Margaretta cereoides is een mosdiertjessoort uit de familie van de Margarettidae. De wetenschappelijke naam van de soort is voor het eerst geldig gepubliceerd in 1786 door Ellis & Solander.